# Protoptila tica
Protoptila tica is een schietmot uit de familie Glossosomatidae. De soort komt voor in het Neotropisch gebied.